# Fiskartorpsholmen
Fiskartorpsholmen är en ö i Loftahammars socken, Västerviks kommun, västsydväst om Långö. Ön har en yta på 1,7 hektar.
Fiskartorpsholmen är mycket liten och en av Sveriges minsta helårsbebodda öar. I äldre tid användes Fiskartorpsholmen för att rensa och torka fisk samt reparera nät. 1950 uppfördes en sommarstuga på ön som 1994 blev helårsbebodd. Elektricitet drogs till ön på 1950-talet, men den brunn som borrades på ön gav trots 27 meters djup endast brackvatten och vatten måste hämtas från fastlandet.